# Alice Degradi
Alice Degradi (Pavia, 10 aprile 1996) è una pallavolista italiana, schiacciatrice del Chieri '76.

## Carriera

### Club
La carriera di Alice Degradi inizia nelle giovanili del Villanterio: durante la stagione 2010-11 ottiene qualche convocazione nella prima squadra che disputa la Serie A1, dove poi resterà definitivamente nella stagione successiva. Nell'annata 2012-13 viene ingaggiata dal Busto Arsizio, con cui disputa il campionato di Serie B1: nella stagione 2013-14 ottiene qualche presenza con la prima squadra, in Serie A1, dove poi entrerà stabilmente dalla stagione 2014-15.
Per il campionato 2016-17 passa al Pesaro, in Serie A2, mentre nell'annata successiva è in Serie A1 con la maglia della SAB di Legnano. Resta nella stessa categoria anche per la stagione 2018-19, quando viene ingaggiata dal San Casciano; nel gennaio 2020 rescinde consensualmente il contratto che la legava alla società toscana, accordandosi con la Millenium Brescia. Nella stagione 2020-21 si accasa al Cuneo Granda, sempre nella massima divisione.
Dopo un biennio nella formazione piemontese, nel campionato 2022-23 torna a difendere i colori del club di Busto Arsizio, nel frattempo rinominato UYBA, mentre in quello seguente passa alla Megavolley; per la stagione 2025-26 firma per il Chieri '76, sempre nel massimo campionato.

### Nazionale
Con la Selezioni giovanili della nazionale femminile di pallavolo dell'Italia#Under 18 vince la medaglia d'argento al campionato europeo 2013. Nel 2018 ottiene le prime convocazioni in nazionale maggiore, aggiudicandosi nel 2024 l'oro alla Volleyball Nations League; convocata ai Giochi della XXXIII Olimpiade, un infortunio subito poco prima dell'inizio del torneo le impedisce di prendere parte alla competizione. Nel 2025 conquista nuovamente l'oro alla Volleyball Nations League.

## Palmarès

### Nazionale (competizioni minori)
- Campionato europeo under 18 2013